# Amos Mosaner
Amos Mosaner (Trento, 12 de marzo de 1995) es un deportista italiano que compite en curling.
Participó en dos Juegos Olímpicos de Invierno, en los años 2018 y 2022, obteniendo una medalla de oro en Pekín 2022, en la prueba de mixto doble (junto con Stefania Constantini).
Ganó dos medallas de bronce en el Campeonato Mundial de Curling, en los años 2022 y 2024, una medalla de oro en el Campeonato Mundial de Curling Mixto Doble de 2025 y tres medallas de bronce en el Campeonato Europeo de Curling entre los años 2018 y 2022.

## Palmarés internacional
| Juegos Olímpicos         | Juegos Olímpicos           | Juegos Olímpicos  | Juegos Olímpicos |
| Año                      | Lugar                      | Medalla           | Prueba           |
| ------------------------ | -------------------------- | ----------------- | ---------------- |
| 2022                     | Pekín (China)              | Medalla de oro    | Mixto doble      |
| Campeonato Mundial       |                            |                   |                  |
| Año                      | Lugar                      | Medalla           | Prueba           |
| 2022                     | Las Vegas (Estados Unidos) | Medalla de bronce | Equipo           |
| 2024                     | Schaffhausen (Suiza)       | Medalla de bronce | Equipo           |
| Campeonato Mundial Mixto |                            |                   |                  |
| Año                      | Lugar                      | Medalla           | Prueba           |
| 2025                     | Fredericton (Canadá)       | Medalla de oro    | Mixto doble      |
| Campeonato Europeo       |                            |                   |                  |
| Año                      | Lugar                      | Medalla           | Prueba           |
| 2018                     | Tallin (Estonia)           | Medalla de bronce | Equipo           |
| 2021                     | Lillehammer (Noruega)      | Medalla de bronce | Equipo           |
| 2022                     | Östersund (Suecia)         | Medalla de bronce | Equipo           |